# 芮城县
芮城县是中国山西省运城市所辖的一个县，位于山西最南端。总面积为1161平方公里，縣人民政府駐古魏鎮。

## 历史
芮城殷商时属方国，称“芮国”，西周初分封诣侯，武王封姬姓子弟于此，称魏国。春秋时属晋，战国时属魏。秦置郡县，魏属河东郡。汉立河北县于魏城，仍属河东郡，相沿至晋。北周明帝二年（558年）始建芮城县于今县城。隋初芮城县属蒲州。唐武德二年（619年）设芮州，辖芮城县、永乐县、河北县（今平陆）等县。北宋淳化四年（993年）芮城、永乐县属永兴路陕州。熙宁六年（1073年）废永乐县并入河东县（今永济）。元、明、清芮城县属解州。1947年4月29日，中国人民解放军占据芮城县，芮城、永乐县属晋鲁豫边区太岳行政区第三分区。1949年7月1日，永乐县并入芮城县，同年8月1日划分山西省运城专区，芮城县属之。

## 行政区划
芮城县下辖8个镇、2个乡：
古魏镇、风陵渡镇、陌南镇、西陌镇、永乐镇、大王镇、阳城镇、南磑镇、东垆乡、学张乡和山西风陵渡经济开发区。

## 地理
地势北高南低，北为中条山，南为黄河。

## 交通

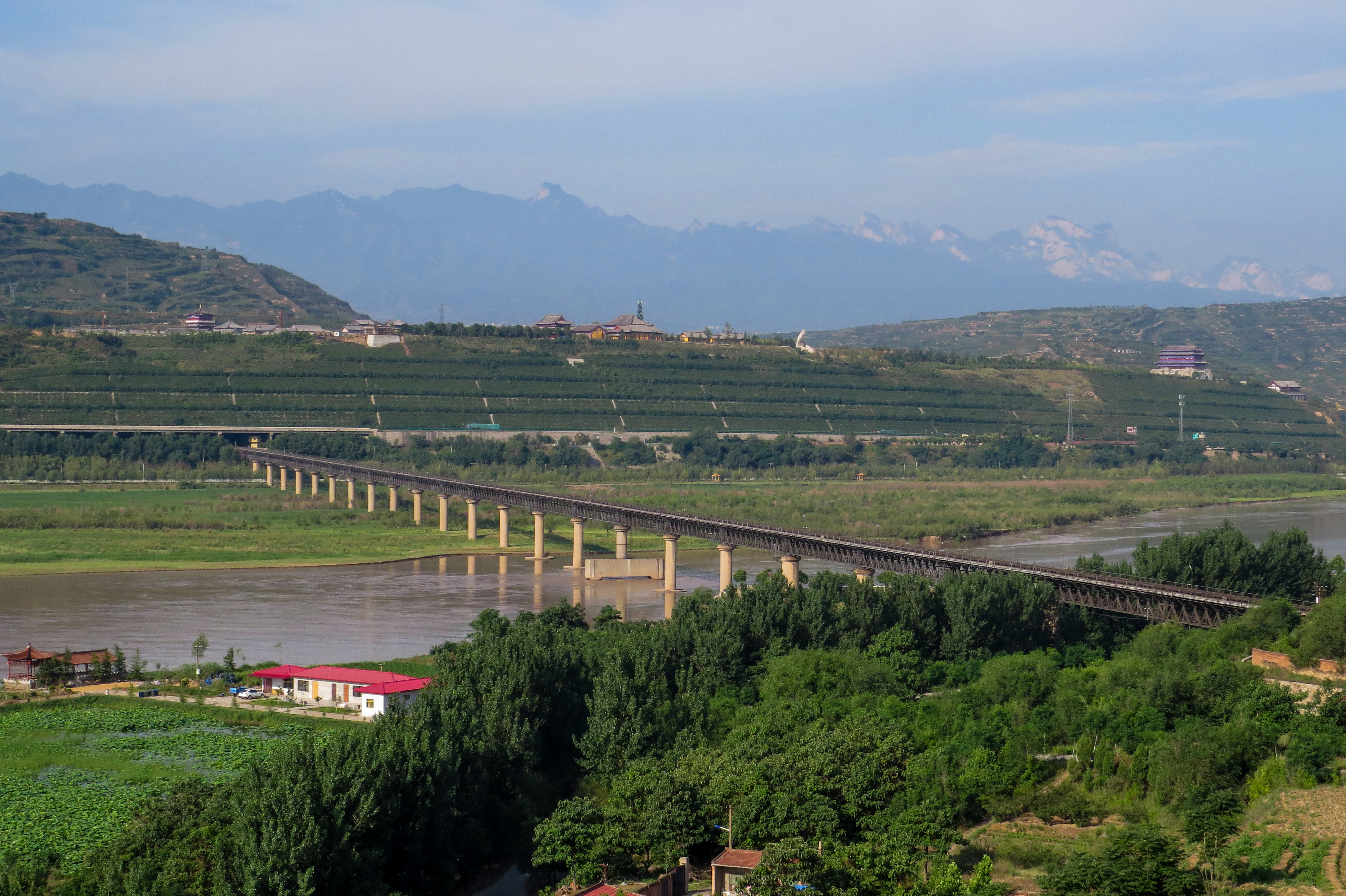
南同蒲线风陵渡黄河铁路大桥连接芮城县风陵渡镇与潼关县秦东镇

- 同蒲铁路

## 经济
2011年县内生产总值完成61.46亿元。

## 人口
根据(山西省)运城市第七次全国人口普查公报显示：芮城县常住人口为342889人。 2019末2020初常住人口412332人，城镇人口214625人，乡村人口197707人。
2010年第六次全国人口普查芮城县常住人口394854人。

## 名胜古迹
- 全国重点文物保护单位：永乐宫、西侯度遗址、清凉寺、广仁王庙、芮城城隍庙、匼河遗址、坡头遗址、金胜庄遗址、东庄遗址、西王村遗址、古魏城遗址、巷口寿圣寺砖塔
- 山西省文物保护单位：金胜庄遗址、坡头遗址、匼河遗址、古魏城遗址、寿圣寺塔
- 黄河古渡口：风陵渡、大禹渡

## 当地特产

### 芮城麻片
芮城麻片的生产始于明末清初，有 300 年历史，以其甜、香、酥、脆而久负盛名，畅销全国各地，深受顾客青睐。1979 年跨入山西省八大名食行列。

### 阳城卤肉
阳城卤肉具有皮软、色鲜、味美而不腻、久放而不腐，酥烂适口等特点，用火烧饼夹卤肉是当地脍炙人口之名食。主产地在阳城。

### 泡泡油糕
泡泡油糕以上等小麦、面粉、猪油、白绵糖或白、红两沙为主、内加陈皮；食用香精等、经特殊工艺处理后用食用油炸制而成。成品看似一朵含苞欲放的牡丹花、泡似银絮，白中微黄；食之外脆里嫩，表香里甜，被誉为 “晋南食品一朵鲜花”。

### 石籽镆
石籽镆起源于西周，原名 “燔黍”，是以黍米加之于烧石之上，燔之使熟也，主要原料有白面、脂油、茴香等。形状有圆、方两种。食之油酥脆香，风味独特。

## 人物
- 吕洞宾
- 张国瑞
- 薛鸿林